# Menkent
Menkent (arab. „Schulter des Kentauren“) ist die Bezeichnung für den Stern θ Centauri (Theta Centauri). 
Menkent hat eine scheinbare Helligkeit von +2,1 mag und gehört der Spektralklasse K0 an. Die Entfernung von Menkent beträgt ca. 59 Lichtjahre.